# Bandera de La Frontera
La bandera de La Frontera (Santa Cruz de Tenerife) está dividida en tres franjas verticales de igual tamaño, siendo la primera (al asta) de color marino, la segunda (centro) de color blanco, la tercera (a batiente) de color verde. Si la bandera ostentara el escudo heráldico municipal, éste se colocará en el centro del paño y con una altura de 2/3 del alto de la bandera.
Los colores son los mismos que los de la bandera de la isla de El Hierro: el azul del mar, el verde del monte y el blanco alusivo a la Virgen de Los Reyes.